# Do umarłych i żywych i nienarodzonych rodaków moich na Ukrainie i nie na Ukrainie list mój przyjacielski
Do umarłych i żywych i nienarodzonych rodaków moich na Ukrainie i nie na Ukrainie list mój przyjacielski (oryg. ukr. I мертвим, і живим і ненарожденним землякам моїм в Україні і не в Україні моє дружнєє посланіє) – poemat Tarasa Szewczenki napisany w grudniu 1844, opublikowany po raz pierwszy w 1859 w Lipsku w zbiorowym wydaniu dzieł Puszkina i nowszych wierszy Szewczenki. Zaliczany do zbioru Trzy lata, chociaż zajmuje w nim szczególną pozycję, nie wiążąc się bezpośrednio z żadnym innym zawartym w nim utworem.

## Okoliczności powstania utworu
Szewczenko napisał poemat w czasie pobytu w miejscowości Wjunyszcza, u byłego działacza dekabrystów Samojłowa. 

## Treść
Podobnie jak w wypadku wielu innych utworów ze zbioru Trzy lata, poeta opatrzył dzieło mottem biblijnym, zaczerpniętym z 1. Listu św. Jana Ewangelisty: Jeśliby kto rzekł, iż miłuje Boga, a brata by swego nienawidził, kłamcą jest (...). 
Dzieło rozpoczyna się skargą poety, stwierdzającego, że wszyscy ludzie po ciężkiej pracy mogą odpoczywać - oprócz jego samego. On bowiem jako jedyny zwraca uwagę na to, że wokół niego panuje krótkowzroczność i głupota. Jego rodacy podają się za ludzi wierzących, tymczasem bynajmniej nie kierują się w życiu miłością bliźniego, nie kochają również swojej ojczyzny, "dostojnej ruiny". Poeta przypomina, że na świecie jest tylko jedna Ukraina, tymczasem żyjący na tych ziemiach ludzie pochodzenia szlacheckiego nie chcą o nią dbać i walczyć o jej wolność. Zamiast tego bezlitośnie wyzyskują należących do nich chłopów - również Ukraińców. Podmiot liryczny wzywa ich, by "byli ludźmi" i "otrzeźwieli", zapowiadając w przeciwnym razie wybuch nowego społecznego buntu, w czasie którego "krew spłynie rzekami". Poeta twierdzi, że jedynym punktem odniesienia dla szlachty ukraińskiej są "Niemcy", nazywając w ten sposób cara rosyjskiego i jego otoczenie (pochodzenia niemieckiego). Atakuje tych szlachciców, którzy deklarowali się jako słowianofile, twierdząc, że w istocie nie wiedzą oni nic o własnym narodzie, głoszą piękne idee zamiast realizować chociażby ich część w najbliższym otoczeniu. Protestuje również przeciw ślepemu i powierzchownemu traktowaniu historii, chwaleniu Kozaczyzny i jej udziału w upadku Polski bez głębszej refleksji. Stwierdza wreszcie, że postępowanie współczesnej mu ukraińskiej szlachty ostatecznie niszczy Ukrainę. Całość kończy się wezwaniem, by zmienić nastawienie do patriotyzmu i do niewykształconych warstw ukraińskiego chłopstwa. Poeta prosi ukraińską wykształconą szlachtę, by uznała niepiśmienny lud za taką samą jak ona część narodu i zaczęła działać na rzecz jego jedności i siły. 

## Cechy utworu
Jerzy Jędrzejewicz nazywa wiersz "wybuchem twórczej pasji, odsłonięciem nowych widnokręgów myśli i pobudką do działania, pamfletem i perswazją, klątwą i proroctwem". Dzieło ma przede wszystkich charakter bezpośredniego zwrotu do ukraińskiej inteligencji, liberałów, najczęściej pochodzenia szlacheckiego, łączących liberalizm ze słowianofilstwem i hasłem "umiłowania do ludu". Szewczenko oskarża ich o głoszenie haseł, które nie znajdują pokrycia w ich życiu, jednak wierzy jeszcze w zmianę ich postawy i w to, że właśnie ci ludzie będą mogli w przyszłości zostać przywódcami narodu w jego walce o niepodległość. Ostrzega ich jednak równocześnie przed gniewem uciskanych ubogich Ukraińców i krwawą, bratobójczą rewoltą, jaka może wybuchnąć w jego efekcie. 
Wiele miejsca w poemacie poświęcone jest mitom związanym z historią Ukrainy, kultywowanym przez szlachtę. Poeta wyraźnie zrywa z idealnym obrazem Kozaczyzny, jaki opiewał jeszcze w swoich wczesnych utworach (Iwan Pidkowa). Wskazuje, że obok chwalebnych tradycji w historii Ukraińców były również ciemne karty, z których jako najstraszniejsza zostaje wskazana dawna postawa elit kozackich, a następnie ukraińskich, bezrefleksyjnie popierających Rosję, nieprzewidujących konsekwencji tego postępowania. Szewczenko nie potępia jednak całokształtu dziejów Ukrainy, jak również wierzy w możliwość zdobycia niepodległości i budowy potęgi kraju opartej na powszechnym szacunku. Uzupełnieniem przesłania wiersza w odniesieniu do historii jest napisany natychmiast po nim Chłodny Jar.
W podobnej konwencji listu poetyckiego do narodu utrzymany jest utwór Do Polaków.